# Ile dać mam
Ile dać mam – singel polskiego zespołu Modelki, który został wydany 4 lipca 2024.
Nagranie otrzymało w Polsce status platynowej płyty 20 listopada 2024.
Singel zdobył ponad 5 mln wyświetleń w serwisie YouTube (2024) oraz ponad 5 mln odtworzeń w serwisie Spotify (2024).

## Nagrywanie
Utwór został wyprodukowany przez Vłodarskiego. Tekst do utworu został napisany przez Urszulę Kowalską, Agnieszkę Nowakowską, Zuzannę Fijak oraz Szymona Kwietnia.

## Twórcy
Opracowane na podstawie materiałów źródłowych.
- Urszula Kowalska – wokal, tekst, kompozycja
- Agnieszka Nowakowska – wokal, tekst, kompozycja
- Zuzanna Fijak – wokal, tekst, kompozycja
- Szymon Kwiecień – tekst, kompozycja
- Vłodarski – tekst, kompozycja, produkcja, miks
- Matt Tilston – mastering

## Lista utworów
- Digital download[1]

1. „Ile dać mam” – 2:48

## Teledysk
Do utworu powstał teledysk, który udostępniono 5 lipca 2024 za pośrednictwem serwisu YouTube.

## Pozycje na listach
Polska
- OLiS: 39[7]
- Spotify: 30[8]

## Certyfikaty i sprzedaż
| Kraj          | Certyfikat      | Sprzedaż | Data przyznania   |
| ------------- | --------------- | -------- | ----------------- |
| Polska (ZPAV) | platynowa płyta | 50 000+  | 20 listopada 2024 |